# Wapen van Sloten (Friesland)

Het wapen van Sloten per 1818

Het wapen van Sloten per 1918

De Friese gemeente Sloten kende in haar bestaan als zelfstandige gemeente twee gemeentewapens. Het eerste wapen van Sloten werd op 25 maart 1818 per besluit door de Hoge Raad van Adel bevestigd. Bij een onderzoek in het begin van de 20e eeuw bleek dat de kleuren in het wapen uit 1818 afweken van de oorspronkelijke kleuren, waarop het gemeentebestuur om een kleurherstel vroeg van zijn wapen. Dit werd bij Koninklijk Besluit per 18 maart 1918 toegekend. Vanaf 1984 is het wapen niet langer in gebruik omdat de gemeente Sloten opging in de gemeente Gaasterland, dat zich per 6 juli hernoemde in Gaasterland-Sloten. In het wapen van Gaasterland-Sloten is na de fusie de sleutel uit het wapen van Sloten opgenomen. 

## Blazoenering
De blazoenering van het eerste wapen luidt als volgt:
Van lazuur, beladen met 3 torens rustende op 2 sleutels, als een St. Andrieskruis geplaatst, alles van goud, staande op een terras van groen. Het schild gedekt met een goude kroon.
Niet vermeld is dat de kroon een gravenkroon is, met drie bladeren en twee parels.
De blazoenering van het tweede wapen luidt als volgt:
In goud een veelhoekige, getinneerde toren van keel met een hoog spits dak tusschen twee lagere spitse daken van azuur, terwijl achter het gebouw twee schuingekruiste sleutels van azuur uitkomen.
Niet vermeld maar wel in het wapenregister getekend is dat het schild wordt gedekt door een markiezenkroon van vijf bladeren. Op het voormalige stadhuis is een gevelsteen met het wapen, met kroon, boven de deur aangebracht.

## Verklaring
Voor beide wapens geldt dat het een dubbel sprekend wapen is door de afbeelding van een kasteel en sleutels. Sloten kent een geschiedenis als vestingstad.

## Verwante wapens

Wapen van Gaasterland-Sloten
Wapen met kroon volgens de Hoge Raad van Adel.